# Impuesto rosa

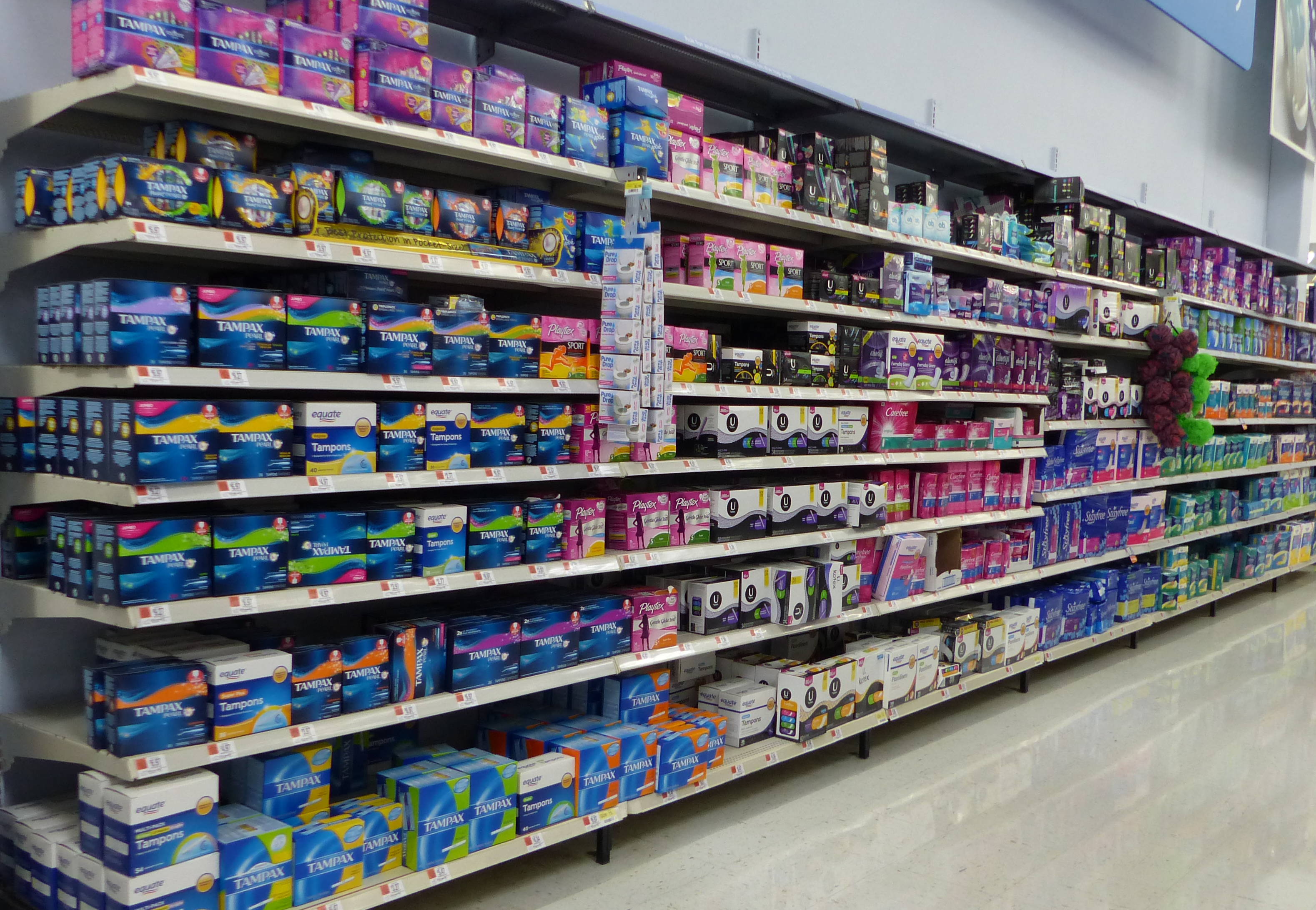
Productos de higiene femenina en un supermercado de Estados Unidos.

Se llama impuesto rosa o tasa rosa (del inglés pink tax) al coste adicional de productos cuando son destinados a mujeres, en especial cuando son funcionalmente idénticos a sus equivalentes destinados a los hombres (y, por lo tanto, la diferencia no puede adjudicarse a un mayor costo de producción).
El nombre hace referencia a que muchas veces la principal diferencia del producto radica en ser de color rosa, como es el caso emblemático de las máquinas de afeitar descartables. En 2018, según un relevamiento presentado en el Palacio Legislativo del Congreso de la Nación Argentina, este producto tenía un sobreprecio de un 47% en dicho país. Un informe publicado en 2015 por el Departamento de Asuntos del Consumidor de la Ciudad de Nueva York señaló que los productos comercializados orientados específicamente a mujeres cuestan en promedio un 7% más que los productos dirigidos hacia hombres en dicha ciudad.
Esta diferencia no se restringe a artículos orientados a personas adultas, y afecta a todo tipo de productos, más allá de los relativos a la higiene y cuidado del cuerpo, como por ejemplo a juguetes, útiles escolares y vestimenta. Una investigación de la GAO (Government Accountability Office) encontró que las diferencias de precios vinculadas al género se extienden a servicios financieros, como las hipotecas.
Este fenómeno ha sido estudiado por organismos de distintos países, como la Condusef (México), el SERNAC (Chile), la Defensoría del Pueblo de la Provincia de Buenos Aires (Argentina) o la FACUA (España), encontrándose resultados similares. Las recomendaciones de estos organismos incluyen sustituir esta clase de productos por otros de tipo neutro al momento de realizar una compra.

## Impuesto menstrual
El impuesto menstrual, mejor conocido en países anglosajones como impuesto al tampón, hace referencia a la situación en la que los tampones y otros productos de gestión menstrual no tienen las mismas exenciones de impuestos que tienen otros productos considerados de necesidad básica. Quienes proponen este término argumentan que los productos de higiene para el ciclo menstrual deberían estar clasificados en las exenciones impositivas del mismo modo que otros elementos de higiene personal imprescindible. La BBC estima que las mujeres —destacablemente la mitad de la población global— necesitan usar estos productos durante aproximadamente una semana al mes por aproximadamente treinta años.